# Giuseppe Bottone
Giuseppe Bottone (Messina, ottobre 1539 – Messina, 1575) è stato uno scultore italiano, cittadino del Regno di Sicilia.

## Biografia
Esponente siciliano della corrente dello stile rinascimentale che con opere d'arte sacra e profana spaziano dai monumenti celebrativi a quelli commemorativi. Dediti alla statuaria in qualità di "sculptores" o "magistri marmorarii", anche come costruttori ed architetti "fabricatores". Il Bottone è annoverato nell'elenco del "Privilegium pro marmorariis et fabricatoribus", stilato in Palermo il 18 settembre 1487 e spesso citato nella monumentale opera di Gioacchino di Marzo tra il 1868 e il 1880, all'incirca, la scultura e gli artisti operanti in Sicilia a cavallo del XIV, XV e XVI secolo. Muore di "peste nera" durante l'epidemia che imperversa in Sicilia (1575-1578), nel nord Italia meglio conosciuta come peste di San Carlo Borromeo citata ne I Promessi Sposi.
Con Martino Montanini collabora e in seguito assume, la guida della Fabbrica del Duomo di Messina sostituendo nell'incarico il fiorentino Giovanni Angelo Montorsoli. Parecchie opere autografe sono presenti nel comprensorio di Messina, e nella vicina Calabria.

Una Santa Caterina d'Alessandria, statua marmorea con tre bassorilievi su base ottagonale raffiguranti il martirio della Vergine inizialmente attribuita a Vincenzo Gagini per la somiglianza con un'altra Santa Caterina d'Alessandria scolpita dal padre Antonello Gagini per la chiesa di San Domenico a Palermo: una recente scoperta archivistica ne ha attribuito la paternità allo scultore eseguita intorno al 1560. Simile disputa per l'attribuzione della "Madonna della Febbre" riconosciuta anche a Giovan Battista Mazzolo nella chiesa di San Francesco d'Assisi a Cosenza.

## Opere
- 1558, "Fabbrica del Duomo di Messina", succedendo a Giovanni Angelo Montorsoli assume la direzione dei lavori della basilica cattedrale protometropolitana della Santa Vergine Maria Assunta di Messina.
- 1558, "Santa Caterina", bassorilievo marmoreo, opera custodita nella chiesa di Santa Caterina di Forza d'Agrò.
- 1560, "Santa Caterina d'Alessandria", statua marmorea, opera custodita nella chiesa di Santa Caterina d'Alessandria di Milazzo.
- 1560, "Madonna della Febbre", attribuzione con Giovan Battista Mazzolo, opera custodita nella chiesa di San Francesco d'Assisi di Cosenza.
- 1568, "Madonna delle Grazie", scultura marmorea, opera custodita nella chiesa della Madonna delle Grazie di Sant'Eufemia d'Aspromonte.
- 1568, "Nostra Donna delle Grazie", immagine marmorea, opera custodita nella chiesa della Madonna delle Grazie di Santo Stefano in Aspromonte.
- 1568, "Ciborio", manufatto marmoreo, opera custodita nella Cappella del Santissimo Sacramento della chiesa di San Martino nella frazione di Drosi, Rizziconi.
- 1568, "Ciborio", manufatto marmoreo, opera proveniente dalla monumentale chiesa di San Nicolò dei Gentiluomini, conservata nel Museo Regionale di Messina.